# LUNA (中国のモデル)
LUNA（ルナ、中国名：謝夢）は、中国出身の女性ファッションモデル。
身長175センチ、バスト81センチ、ウエスト58センチ、ヒップ86センチ、足のサイズ24.0センチ。

## 略歴
中国版ViViの専属モデルで2011年に神戸にあるワールド記念ホールで行われた神戸コレクションAUTUMN/WINTERに初出演し、続いて2012年神戸コレクションSPRING/SUMMER、2012年の国立代々木競技場・第一体育館で行われた、東京ランウェイ2012年SPRING/SUMMER、2012年AUTUMN/WINTER、2013年SPRING/SUMMERと続いて出演。175センチという長身と抜群のプロポーションで集まった観客たちを魅了した。

## 人物
中国で読者モデルとしてデビューし、ファンの人気を得て専属モデルに昇格。ブログや雑誌で商品やアクセサリーを紹介すれば、たちまちそれがブームになるなど、中国のファッション界では影響力のある存在になっている。

### 日本での活動
アジア最大級のファッションショーに出ることに関して、「日本の有名モデルの方と仕事がしたいですね」と語っている。さらにショー出演後は、「ランウェイで歩いてる時、日本の人は手を振ってくれたり、名前を呼んでくれて温かかった。日本の方は優しいんですね」と振り返っている。

### モデル活動のきっかけ
幼いころから身長が高く、ファッションショーの様子を見ては真似していた。雑誌は「ViVi」、「Ray」「Scawaii」などを購読。モデル募集の広告を見たのがきっかけとなった。好きなモデルは長谷川潤、好きな男性のタイプは大人っぽくておしゃべりじゃない人。インタビューで浮気の境界線について、「他の女性からメッセージが来るだけでもダメ。食事やデートもしてほしくない」と語っている。--インタビュー動画より引用。SelectmeのYoutubeチャンネルではミニ中国語講座を開き、恋人へ想いを伝える言葉や喧嘩をしたときにかける言葉、ファッションに関連する中国を教えている。

## 出演

### 雑誌
- 中国版「ViVi」誌[2]

### SHOW
- 東京ランウェイ　2013 S/S[12][13]
- 東京ランウェイ　2012 A/W
- 東京ランウェイ　2012 S/S
- 神戸コレクション2012 S/S
- 神戸コレクション2011 A/W　ゲスト出演